# 母里藩
母里藩（日语：／ Mori-han */?）是日本出雲國能義郡母里的藩，寬文6年4月29日（1666年6月1日）創藩，明治4年7月14日（1871年8月29日）廢藩置縣，石高是10,000石，藩廳是母里藩館，藩校是創建自天保7年或8年（1836年或1837年）的明德館，人口在明治2年（1869年）時是1,908戶8,222人。
武家屋敷方面，江戶藩邸上屋敷最初位於青山，後為小川町和青山久保町，青山久保町上屋敷後為中屋敷兼抱屋敷，下屋敷最初位於北本所，後為本所一二之橋間、四谷、內藤新宿、濱町、麻布廣尾和芝高輪，另外在千駄谷設有抱屋敷，藏屋敷則位於江戶堀二丁目。

## 歷史
寬文6年4月29日（1666年6月1日），松平隆政獲其兄松江藩藩主松平綱隆分知10,000石，當時是沒有領地的藏米知行。貞享元年（1684年），改以能儀郡18村作為領地，《天保鄉帳》時藩領三坂村和大畑村合稱為三坂大畑村，新增的藩領清瀬村則是與松江藩的相給。另一方面，《日本大百科全書》稱其最初位於神戶，因此又稱為神戶藩
正德3年2月29日（1713年3月25日），常陸麻生藩藩主新庄直詮次子作為第二任藩主松平直丘的養子而繼位，即松平直員。由於直員為人驕奢淫逸，因此母里藩陷入財困，增收年貢也促使窮人逃散，為了解決財困又強行向藩內富豪借貸。最終在寶曆9年8月4日（1759年9月24日），貸款到期卻無法償還，家老今村黑右衛門和前田城左衛門切腹死諫。母里藩雖然得到松江藩的援助，不過在寶曆10年（1760年）仍然需要售出藩館來抵債，此後也沒有重建。
明和3年5月18日（1766年6月24日），藩主松平直道由於沒有繼嗣而爆發御家騷動，迎娶原為直道之妾的家臣平山彈右衛門打算讓其妻之子成為繼承人，此事敗露後，在松江藩介入下，平山被斬首，其他同黨則被流放。安永7年（1778年），母里藩仍然陷入財困，藩主松平直行為此屢次向大森代官所借貸。
寬政4年10月27日（1792年12月10日），播磨明石藩藩主松平直泰三子作為直行養子而繼位，即松平直暠。享和3年（1803年），能儀郡易名為能義郡。天保2年（1831年），母里藩在母里開設牛馬市，不過礙於地理位置問題，成果有限。天保14年9月23日（1843年10月16日），美作津山藩藩主松平齊孝五子作為松平直興養子而繼位，即松平直溫。
元治元年10月5日（1864年11月4日），藩主松平直哉前往封地，這也是作為定府的母里藩首次有藩主前往封地。同年11月6日（12月4日），在第一次長州征伐時出兵。慶應4年2月1日（1868年2月23日），松江藩派使者向直哉傳達松江藩勤王的方針，並且勸喻其離開江戶。同年閏4月7日（5月28日），直哉率領眾人離開江戶，返回封地。明治4年7月14日（1871年8月29日），廢藩置縣。同年8月24日（10月8日），民眾反對直哉遷居至東京。

## 歷任藩主
| 家名       | 家格      | 名稱     | 石高     | 藩領                       |
| ---------- | --------- | -------- | -------- | -------------------------- |
| 母里松平家 | 親藩 陣屋 | 松平隆政 | 10,000石 | 藏米知行                   |
| 母里松平家 | 親藩 陣屋 | 松平直丘 | 10,000石 | 藏米知行↓ 出雲國能儀郡     |
| 母里松平家 | 親藩 陣屋 | 松平直員 | 10,000石 | 出雲國能儀郡               |
| 母里松平家 | 親藩 陣屋 | 松平直道 | 10,000石 | 出雲國能儀郡               |
| 母里松平家 | 親藩 陣屋 | 松平直行 | 10,000石 | 出雲國能儀郡               |
| 母里松平家 | 親藩 陣屋 | 松平直暠 | 10,000石 | 出雲國能儀郡               |
| 母里松平家 | 親藩 陣屋 | 松平直方 | 10,000石 | 出雲國能儀郡↓ 出雲國能義郡 |
| 母里松平家 | 親藩 陣屋 | 松平直興 | 10,000石 | 出雲國能義郡               |
| 母里松平家 | 親藩 陣屋 | 松平直溫 | 10,000石 | 出雲國能義郡               |
| 母里松平家 | 親藩 陣屋 | 松平直哉 | 10,000石 | 出雲國能義郡               |

## 領地
| 令制國 | 郡     | 領地 |
| ------ | ------ | --- |
| 出雲國 | 能義郡 | 清瀨村、十年畑村、小竹村、赤屋村、福富村、寸須高江村、日次橫屋村、峠之內村、三坂大畑村、市中屋村、母里村、服部村、安田中村、安田宮內村、安田關村、未明村、北安田村、大塚村 |

## 註解
1. ↑  母里現為島根縣安來市伯太町（日语：伯太町）母里（日语：母里村）[1]。
2. ↑  現行對應地名如下：
  - 青山久保町上屋敷現為東京都港區北青山2丁目11−12的駐日巴西大使館（日语：駐日ブラジル大使館）[3][4]。
  - 北本所現為東京都墨田區東駒形、吾妻橋、本所、太平、江東區白河、三好、平野、深川和冬木一帶[5]。
  - 一之橋位於東京都墨田區千歲和兩國，二之橋則位於兩國、綠、千歲和立川[5]。
  - 四谷下屋敷現為東京都新宿區新宿2丁目一帶[6]。
  - 內藤新宿下屋敷現為新宿5-8[4]。
  - 麻布廣尾現為港區南麻布4和5丁目的各一部分[5]。
  - 芝高輪下屋敷現為港區高輪4丁目一帶[6]。
  - 藏屋敷現為大阪府大阪市西區江戶堀（日语：江戸堀）1丁目和土佐堀（日语：土佐堀）1丁目一帶[7]。